# Lista światowego dziedzictwa UNESCO w Erytrei
Lista światowego dziedzictwa UNESCO w Erytrei – lista miejsc w Erytrei wpisanych na listę światowego dziedzictwa UNESCO, ustanowionej na mocy Konwencji w sprawie ochrony światowego dziedzictwa kulturowego i naturalnego, przyjętej przez UNESCO na 17. sesji w Paryżu 16 listopada 1972 i ratyfikowanej przez Erytreę 24 października 2001 roku.
Obecnie (stan na 2020 rok) na liście znajduje się jeden obiekt o charakterze dziedzictwa kulturowego.
Na erytrejskiej liście informacyjnej UNESCO – liście obiektów, które Erytrea zamierza rozpatrzyć do zgłoszenia do wpisu na listę światowego dziedzictwa, znajduje się 1 obiekt (stan na 2020 rok).

## Obiekty na liście światowego dziedzictwa UNESCO
Poniższa tabela przedstawia erytrejskie wpisy na liście światowego dziedzictwa UNESCO:
Nr ref. – numer referencyjny UNESCO;
Obiekt – polskie tłumaczenie nazwy wpisu na liście wraz z jej angielskim oryginałem;
Położenie – miasto, gmina, region; współrzędne geograficzne;
Typ – klasyfikacja według Komitetu Światowego Dziedzictwa:
- kulturowe (K),
- przyrodnicze (P),
- kulturowo–przyrodnicze (K,P);

Rok wpisu – roku wpisu na listę;
Opis – krótki opis wpisu wraz z informacjami o jego zagrożeniu.
| Nr ref. | Obiekt                                                                 | Zdjęcie | Położenie                                                          | Typ        | Rok  | Opis |
| ------- | ---------------------------------------------------------------------- | ------- | ------------------------------------------------------------------ | ---------- | ---- | --- |
| 1550    | Asmara – modernistyczne miasto Afryki Asmara: A Modernist African City |         | Asmara, Region Centralny 15°20′00″N 38°55′00″E/15,333333 38,916667 | K (ii)(iv) | 2017 | Położona na wysokości ponad 2000 m n.p.m. stolica Erytrei rozwijała się od lat 90. XIX wieku, jako ośrodek administracyjny włoskiej kolonii Erytrea. Po 1935 roku Asmara przeszła program przebudowy, w wyniku którego ogromna część budynków została przebudowana na styl modernistyczny. Miasto jest nazywane perłą modernizmu. |

## Obiekty na erytrejskiej liście informacyjnej UNESCO
Poniższa tabela przedstawia obiekty na erytrejskiej liście informacyjnej UNESCO:
Nr ref. – numer referencyjny UNESCO;
Obiekt – polskie nazwa obiektu wraz z jej angielskim oryginałem na erytrejskiej liście informacyjnej;
Położenie – miasto, gmina, region; współrzędne geograficzne;
Typ – klasyfikacja według zgłoszenia:
- kulturowe (K),
- przyrodnicze (P),
- kulturowo–przyrodnicze (K,P);

Rok wpisu – roku wpisu na listę informacyjną;
Opis – krótki opis obiektu wraz z informacjami o jego zagrożeniu.
| Nr ref. | Obiekt                                                 | Zdjęcie | Położenie                                                   | Typ        | Rok  | Opis |
| ------- | ------------------------------------------------------ | ------- | ----------------------------------------------------------- | ---------- | ---- | --- |
| 5600    | Krajobraz kulturowy Qoahito Qoahito Cultural Landscape |         | Region Południowy 14°52′43″N 39°25′38″E/14,878611 39,427222 | K (iii)(v) | 2011 | Qoahito było starożytnym miastem należącym do Aksum. Znajdowało się na wysokości 2500 m n.p.m. na terenie Wielkich Rowów Afrykańskich. Miasto bogaciło się na handlu z Cesarstwem Bizantyjskim. |